# Convergencia Progresista

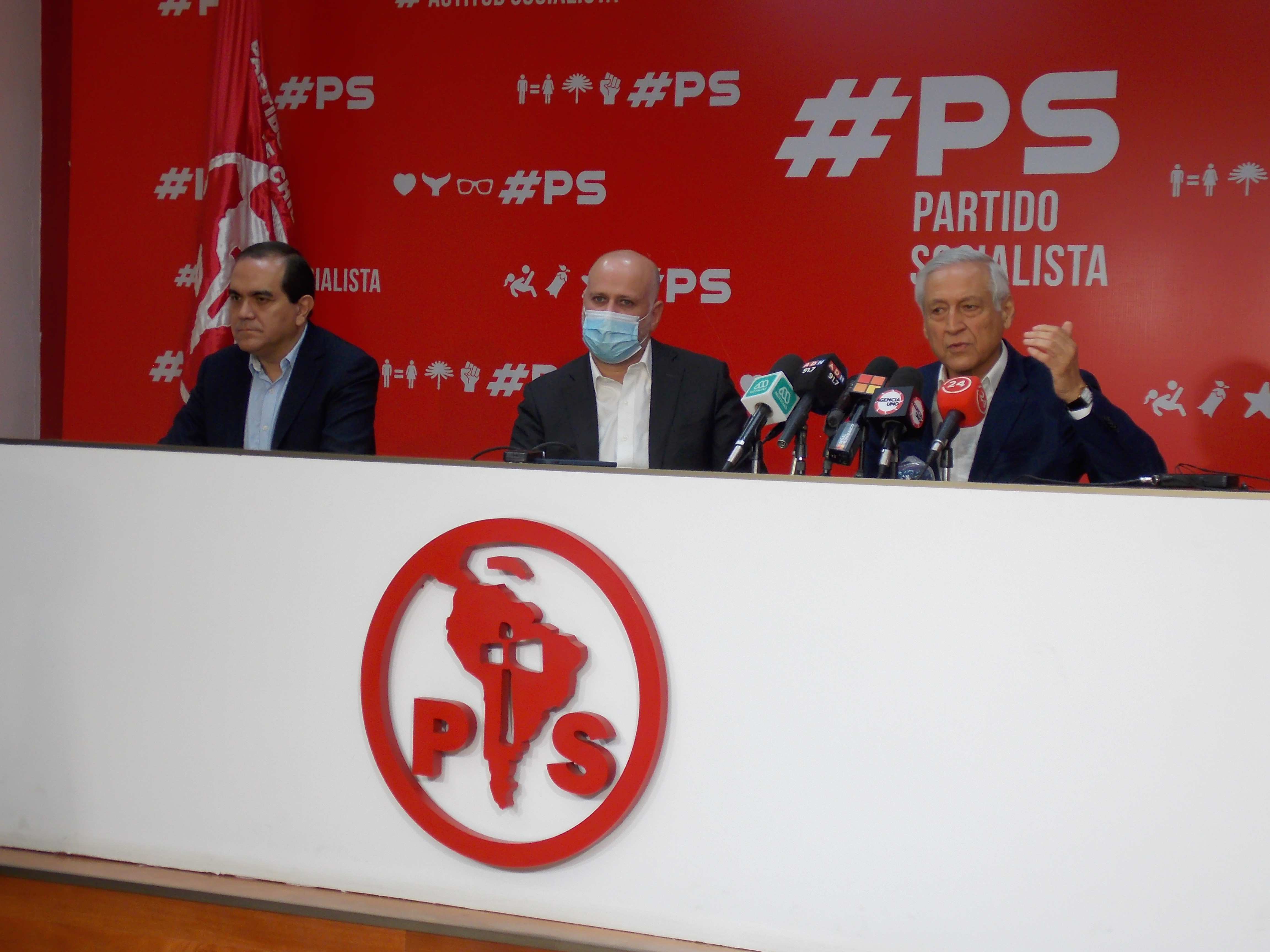
Los presidentes de los partidos políticos de la Convergencia Progresista, Carlos Maldonado, Álvaro Elizalde y Heraldo Muñoz durante una conferencia de prensa

Convergencia Progresista fue una alianza política chilena conformada en 2018 por el Partido por la Democracia (PPD), el Partido Radical (PR) y el Partido Socialista (PS).
Los partidos de Convergencia Progresista conformaron, junto a los partidos Demócrata Cristiano, Progresista y Ciudadanos, el pacto Unidad Constituyente de cara a las elecciones de gobernadores regionales de 2021, inscribiendo también primarias para dicho cargo.

## Historia

### Antecedentes
Los primeros acercamientos de los partidos que conformaron la extinta Nueva Mayoría (disuelta el 11 de marzo de 2018) se dieron el 26 de marzo de 2018, cuando los presidentes del PS, el Partido Comunista de Chile (PCCh), el PPD y el PR se reunieron por primera vez para coordinar en bloque su postura opositora al segundo gobierno de Sebastián Piñera. A dicha cita no asistieron representantes del Partido Demócrata Cristiano (PDC), y posteriormente dicha colectividad oficializó el 3 de abril que no seguiría asistiendo a las reuniones de coordinación con el resto de partidos, poniendo fin a su participación en la coalición.
En los meses siguientes a la disolución de la Nueva Mayoría se vivió un proceso de rearticulación de la oposición, en el cual se realizaron conversaciones entre los distintos partidos opositores (incluyendo al Partido Demócrata Cristiano y el Frente Amplio) con tal de acordar posibles coaliciones futuras y la presentación de listas unitarias de candidatos para las elecciones municipales de 2020. También se comenzó a barajar distintos nombres para la coalición, entre ellos «Convergencia de Centroizquierda», «Convergencia Democrática» y «Convergencia Transformadora».
Cabe mencionar que «Convergencia Progresista» fue también el nombre de una de las tendencias internas que surgió el 20 de enero de 2018 al interior del PPD durante el proceso de reorganización de la ex Nueva Mayoría y que buscaba eliminar la política de «lotes» existente al interior del partido.

### Fundación
El timonel del Partido Socialista, Álvaro Elizalde, aclaró que Convergencia Progresista no es una alianza política sino un espacio de coordinación, señalando que es «un espacio de coordinación entre los partidos que comparten una historia y valores comunes» y que «no constituye una alianza política propiamente tal, porque aspiramos a un entendimiento mucho más amplio con otros sectores». El objetivo de la Convergencia Progresista es poder consolidar un espacio de coordinación con miras a las elecciones de 2020 y 2021, pudiendo agrupar a nuevos partidos en el futuro, planteando la posibilidad de establecer conversaciones futuras con el Partido Demócrata Cristiano, el Partido Comunista y el Frente Amplio.
La alianza duró hasta el 30 de septiembre de 2020, cuando los partidos conformantes de Convergencia Progresista se unieron a Unidad Constituyente junto al Partido Demócrata Cristiano, Ciudadanos y el Partido Progresista.

## Composición
La alianza estaba conformada por los siguientes partidos:
| Partido                   | Presidente       |
| ------------------------- | ---------------- |
| Partido por la Democracia | Heraldo Muñoz    |
| Partido Radical           | Carlos Maldonado |
| Partido Socialista        | Álvaro Elizalde  |